# Krzemień (Pojezierze Drawskie)
Krzemień – jezioro na Pojezierzu Drawskim, położone w gminie Borne Sulinowo, w powiecie szczecineckim, w woj. zachodniopomorskim.
Powierzchnia zbiornika wynosi 4,42 ha.